# Wajdi Kechrida
Wajdi Kechrida (Niza, 5 de noviembre de 1995) es un futbolista francés, nacionalizado tunecino, que juega en la demarcación de defensa para el Al-Gharafa S. C. de la Liga de fútbol de Catar.

## Selección nacional
Tras jugar con la selección de fútbol sub-23 de Túnez debutó con la selección absoluta el 22 de marzo de 2019. Lo hizo en un partido de clasificación para la Copa Africana de Naciones de 2019 contra Suazilandia que finalizó con un resultado de 4-0 a favor del combinado tunecino tras los goles de Yassine Meriah, Syam Ben Youssef, Naïm Sliti y de Anice Badri.

## Clubes
| Club                     | País   | Año       | Partidos | Goles |
| ------------------------ | ------ | --------- | -------- | ----- |
| Étoile Sportive du Sahel | Túnez  | 2016-2021 | 113      | 3     |
| U. S. Salernitana 1919   | Italia | 2021-2022 | 20       | 0     |
| Atromitos de Atenas      | Grecia | 2022-2024 | 51       | 1     |
| Al-Gharafa S. C.         | Catar  | 2024-     | 6        | 0     |

## Palmarés

### Campeonatos nacionales
| Título                               | Club                     | País  | Año  |
| ------------------------------------ | ------------------------ | ----- | ---- |
| Championnat de Ligue Profesionelle 1 | Étoile Sportive du Sahel | Túnez | 2016 |